# Nowa Kuźnica (Kłobuck)
Pour les articles homonymes, voir Nowa Kuźnica.
Nowa Kuźnica est une localité polonaise de la gmina de Przystajń, située dans le powiat de Kłobuck en voïvodie de Silésie.